# بونيولا
بلدية بونيولا (بالإسبانية: Buñola) هي بلدية تقع في منطقة جزر البليار شرق إسبانيا.

## الديموغرافيا
بلغ عدد سكان بلدية بونيولا 6.232 نسمة عام 2011 (وفقاً للمعهد الوطني للإحصاء الإسباني).
| 4.332 | 4.530 | 5.114 | 5.475 | 5.792 | 6.026 | 6.232 |

## أعلام
- أنطونيو كولوم